# ماریا لیوپولدینا
ماریا لیوپولدینای اتریش (انگلیسی: Maria Leopoldina of Austria؛ ۲۲ ژانویه ۱۷۹۷ – ۱۱ دسامبر ۱۸۲۶) ملکه همسر اهل اتریش بود.
او دختر فرانتس دوم، امپراتور مقدس روم بود و با پدروی یکم برزیل ازدواج کرد.